# Palazzo Comunale (Forlì)

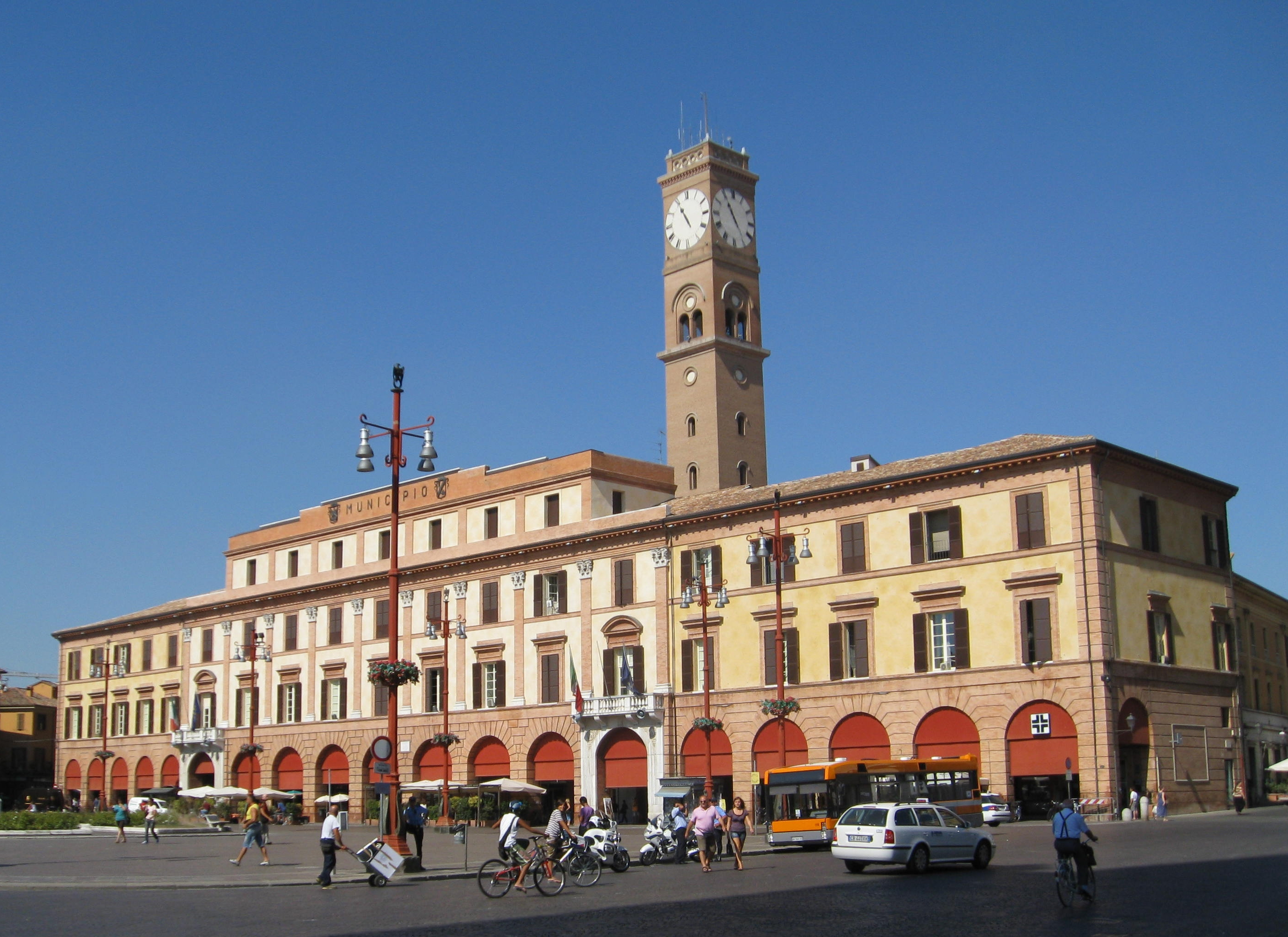
Palazzo Comunale in Forlì

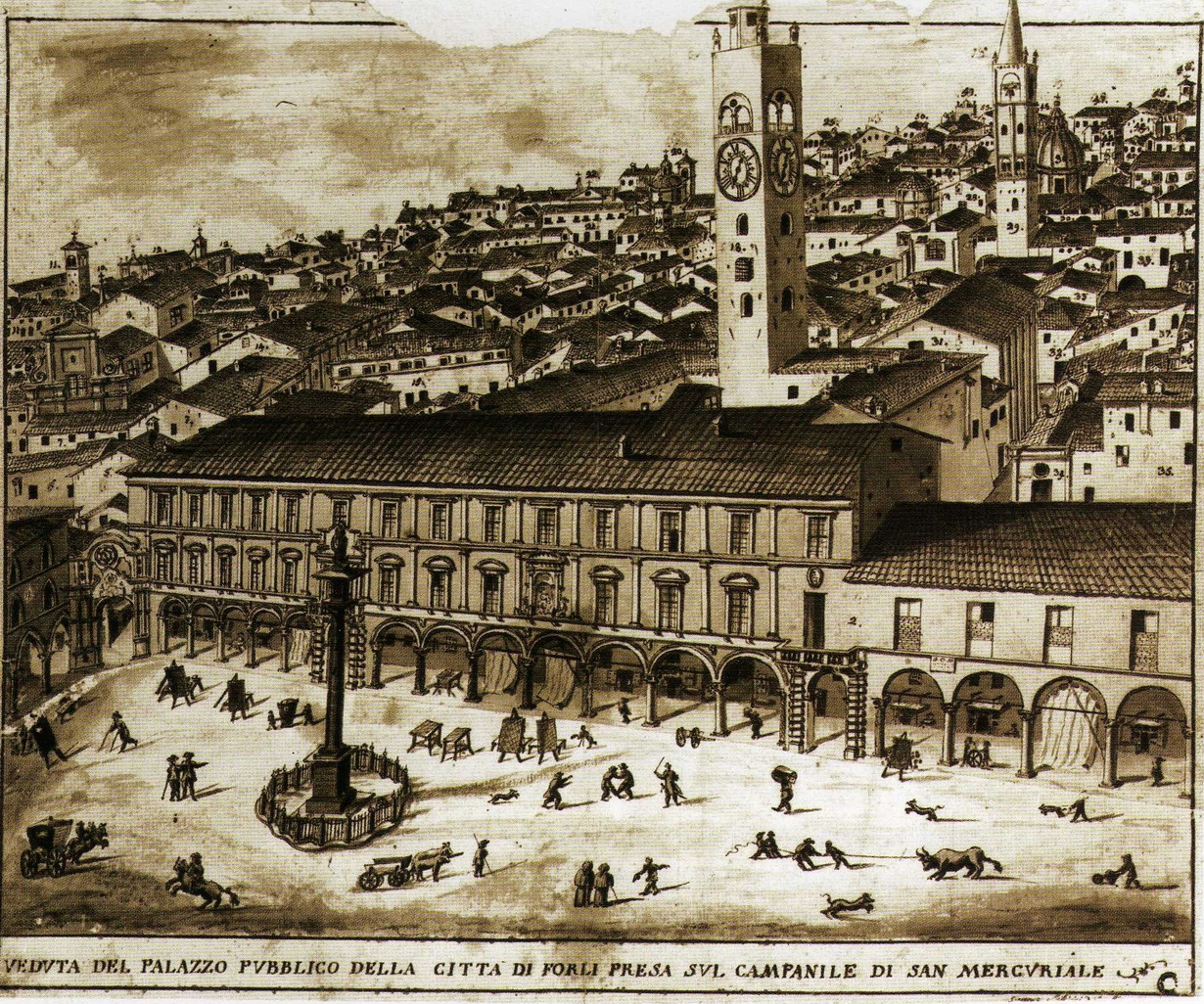
Zeichnung von 1701, auf der die Piazza Aurelio Saffi (damals Piazza Moggiore) abgebildet ist, gesehen von der Abtei San Mercuriale. Man kann gut den Palast und den Stadtturm sehen.

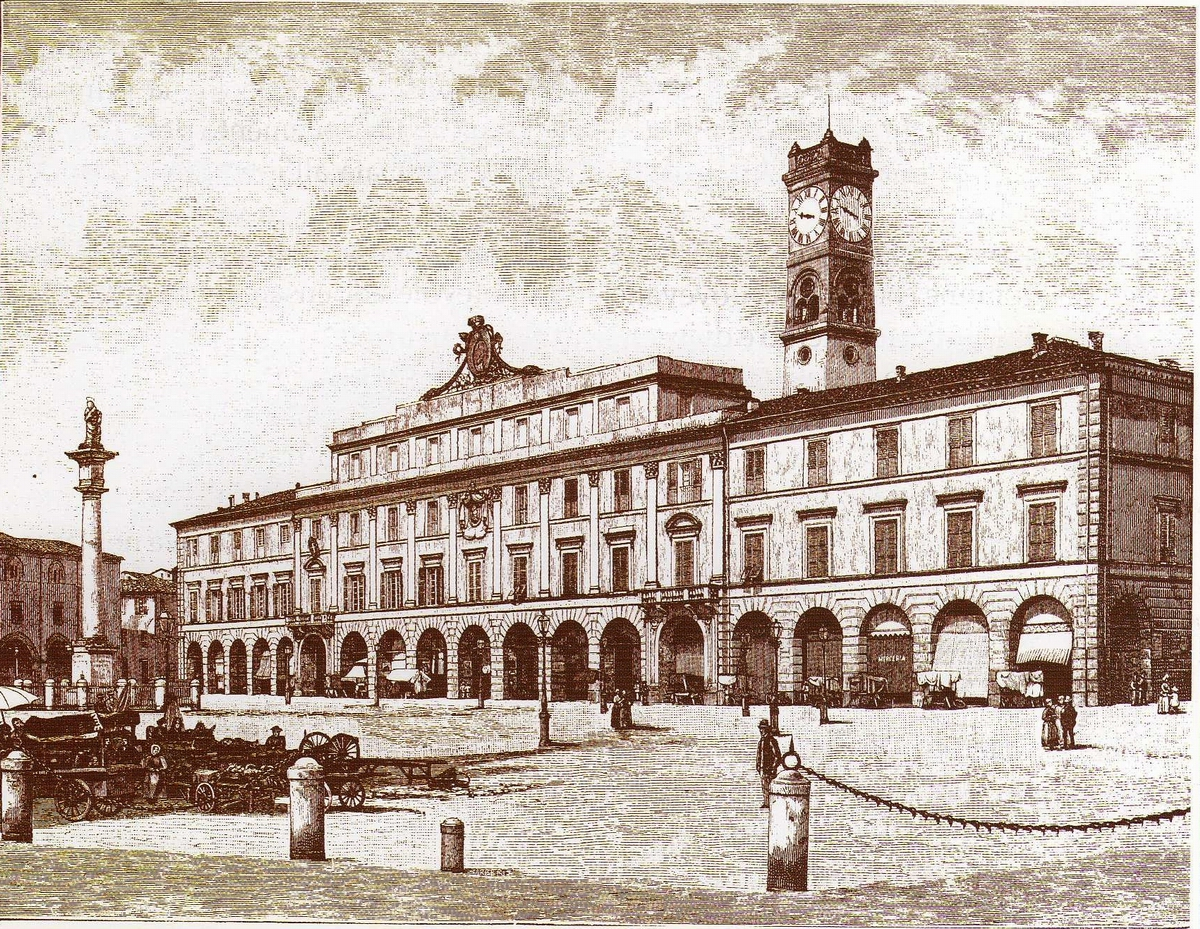
Stich aus der ersten Hälfte des 18. Jahrhunderts, auf dem, gesehen von der Abtei San Mercuriale, der Palazzo Comunale abgebildet ist. Im Gegensatz zur Zeichnung von 1701 ist der Palast nun auf der rechten Seite um eine Etage aufgestockt. In der Mitte wurde ein Stockwerk hinzugefügt, ebenso wie das Wappen der Stadt. Im Hintergrund bemerkt man auch den künftigen Umbau des Stadtturms.

Der Palazzo Comunale, auch Palazzo del Municipio, ist ein Palast und das Rathaus von Forlì in der italienischen Region Emilia-Romagna. Er liegt an der Piazza Aurelio Saffi. Er war der Palast der Signoria und der Regierung sowie des päpstlichen Legaten.

## Geschichte
Der Kern des Palastes, der genau zwischen dem Dom von Forlì und der Abtei San Mercuriale liegt, stammt aus der Zeit um das Jahr 1000 und wurde um einen schon existierenden Turm herum gebaut. 1412 wurde er nach aufeinander folgenden Erweiterungen zur Residenz der Familie Ordelaffi, der Herren von Forlì.
Hier arbeitete auch der Maler Leone Cobelli, dessen Werke allerdings verloren gegangen sind.
Die Haupttreppe und der Repräsentationssaal, „Salone Comunale“ oder „Sala dei Fasti“ genannt, wurden von Antonio Galli da Bibiena entworfen, der die Arbeiten um 1765 abschloss.
Angeschlossen an den Palast war das Stadttheater, das vom Architekten Cosimo Morelli entworfen und 1776 eingeweiht wurde.
Die heutige Fassade ist das Ergebnis einer Überarbeitung in den ersten Jahren des 19. Jahrhunderts. Der Palast war Sitz des apostolischen Legaten in Forlì, repräsentiert durch Stanislao Sanseverino, Gottardo Perseguiti und Giovanni Bertoni.

## Fresken
Im Palast gibt es Fresken von:
- Francesco Menzocchi, in der „Sala delle ninfe“ (dt.: Nymphensaal)
- Felice Giani, im Bürgermeisterbüro
- Girolamo Reggiani
- Paolo Agelli
- Von Bibbiena selbst geplante Fresken, die von seinem Schüler in Forlì, Giuseppe Marchetti, realisiert wurden.